# Gouvernement Maraite III
Maraite III est le nom du gouvernement de la Communauté germanophone de Belgique formé par une coalition bipartite, associant la famille chrétien-démocrate et socialiste.
Ce gouvernement a été institué le 13 juin 1995 à la suite des élections régionales et communautaires et succède au Gouvernement Maraite II.
À la fin de son mandat, le 14 juillet 1999, le Gouvernement Lambertz I a succédé à ce gouvernement.

## Composition du Gouvernement
| Fonction | Titulaire | Titulaire           | Parti |
| --- | --------- | ------------------- | ----- |
| Ministre-Président, ministre des Finances, des Relations internationales, de la Santé, de la Famille et des Personnes âgées, du Sport et du Tourisme |           | Joseph Maraite      | CSP   |
| Ministre de la Jeunesse, de la Formation, des Médias et des Affaires sociales                                                                        |           | Karl-Heinz Lambertz | SP    |
| Ministre de l’Enseignement, de la Culture, de la Recherche scientifique et des Monuments et sites                                                    |           | Wilfried Schröder   | CSP   |